# Restatement of the law
Als Restatements of the law werden im Recht der Vereinigten Staaten die vom American Law Institute herausgegebenen Abhandlungen bezeichnet, die das case law der einzelnen Bundesstaaten systematisch darstellen. Sie haben nicht den Rang einer echten Rechtsquelle und entsprechen in ihrem Rang bei den Gerichten etwa den wichtigeren Lehrbüchern. Die restatements werden seit 1923 herausgegeben und beziehen sich jeweils auf ein wichtiges Teilgebiet, so in den Anfangsjahren agency, conflict of laws, contract law, judgments, property, restitution, security interest, torts und trusts. Ab Beginn der 1950er Jahre wurde diese meist auf den neuesten Stand gebracht und in erweiterter Form als Restatement (Second) oder Restatement (Third) herausgegeben.
Restatements of the law (Stand 2015):
Agency (3rd 2006, 2nd 1958, 1st 1933) – Stellvertretung/Auftrag
Conflict of Laws (2nd 1971, 1st 1934) – Internationales Privatrecht
Contracts (2nd 1981, 1st 1932) – Vertragsrecht
Employment Law (2015) – Arbeitsrecht
Foreign Relations Law of the United States (4th 2018, 3rd 1987, 2nd 1965) – Völkerrecht
Judgments (2nd 1982, 1st 1942) – Gerichtsentscheidungen
Law Governing Lawyers (3rd 2000) – Anwaltsrecht
Property (3rd 2000/1999/1997, 2nd 1983/1977, 1st 1936) – Sachenrecht (einschließlich Testament)
Restitution (3rd 2011, 1st 1937) – Bereicherungsrecht
Suretyship & Guaranty (3rd 1996), Security (1st 1941) – Bürgschaft/Kreditsicherung
Torts (3rd 2011/2000/1998, 2nd 1965, 1st 1934) – Deliktsrecht
Trusts (3rd 2003, 2nd 1959, 1st 1935) – Treuhand
Unfair Competition (3rd 1995) – Unlauterer Wettbewerb
U.S. Law of International Commercial Arbitration (Entwurf) – Handelsschiedsgerichtsbarkeit
Funktional ähnlich sind die seit 1994 ebenfalls vom ALI herausgegebenen Principles of the law, die jedoch stärker rechtspolitisch motiviert sind und sich dementsprechend auch an den Gesetzgeber wenden.
Principles of the law (Stand 2015):
Aggregate Litigation (2010) – Sammelklagen
Corporate Governance (1994) – Gesellschaftsrecht
Election Law (2012) – Wahlrecht
Family Dissolution (2002) – Scheidungsrecht
Intellectual Property (in transnational disputes; 2008) – gewerblicher Rechtsschutz (international)
Software Contracts (2010) – Softwarevertragsrecht
Transnational Insolvency (2003/2012) – Insolvenzrecht (international)
World Trade Law (2012) – Welthandelsrecht
Charitable Nonprofit Organizations (Entwurf) – Non-Profit-Organisationen
Liability Insurance (Entwurf) – Haftpflichtversicherung